# Avere un amico
Avere un amico è l'ottavo album del cantante italiano Gipo Farassino, pubblicato nel 1968.

## Tracce
Testi e musiche di Farassino, eccetto ove indicato.
Lato 1
1. Avere un amico - 3:00
2. Il bar del mio rione - 3:10
3. L'organo di Barberia - 3:10
4. La mia città - 4:05
5. Non devi piangere Maria - 3:36

Lato 2
1. La balada del ruscôn - 2:35
2. Côr nen va pian - 2:12
3. 'L tolè 'd Civass - 3:30
4. Je suis cioch ce soir - 3:30
5. Porta Pila - 3:45 (musica: Aznavour)